# Station Mrozy
Station Mrozy is een spoorwegstation in de Poolse plaats Mrozy.